# 金富子
金 富子（キム　プジャ、朝鮮語: 김 부자、1958年 - ）は、青森県生まれの歴史学者。東京外国語大学名誉教授。在日朝鮮人。学位は博士（学術）。専門はジェンダー史、植民地期朝鮮教育史。植民地公娼制や戦時性暴力、現代日本・韓国の性暴力・性売買についても研究。
2021年の活動休止まで「戦争と女性への暴力」リサーチ・アクション・センター（VAWW RAC）の共同代表を務めた。性売買経験当事者ネットワーク灯火構成員。任意団体「Fight for Justice」共同代表。

## 来歴
青森県に在日朝鮮人2世として生まれる。1982年3月、北海道大学文学部（東洋史学科）卒業。1998年3月、東京学芸大学大学院教育学研究科社会科教育専攻修士課程修了。
2002年9月、お茶の水女子大学大学院人間文化研究科（人間発達科学専攻ジェンダー論講座）博士後期課程修了。
2002年、論文「植民地期朝鮮における普通学校への就学・不就学とジェンダー：民族・階級との関連を中心に」にてお茶の水女子大学より博士（学術）の学位を取得。
青山学院大学ほかの非常勤講師、お茶の水女子大学COE研究員を務める｡
2007年、著書『植民地期朝鮮の教育とジェンダー』にて女性史総合研究会の第1回女性史学賞を受賞。
2005年9月から2009年3月まで、韓国韓神大学校准教授。2009年4月から2023年3月まで、東京外国語大学総合国際学研究院教授（国際社会部門・国際研究系）。2023年3月、「植民地ジェンダー史研究とポストコロニアル・フェミニズム」と題する最終講義を行なった。
在学中よりいわゆるアジア・太平洋戦争下の「慰安婦」問題に取り組み、VAWW-NETジャパンの活動に運営委員として関わる。女性国際戦犯法廷でも運営の中心的役割を担った。この縁から、西野瑠美子らと共著を出す機会が多い。韓国挺身隊問題対策協議会（挺対協）が推進する「戦争と女性の人権博物館」の日本建設委員会に、西野と一緒に参加している。
1996年12月2日、「新しい歴史教科書をつくる会」の結成記者会見が開かれ、メンバーの西尾幹二は「この度、検定を通過した7社の中学教科書は、証拠不十分のまま従軍慰安婦の強制連行説をいっせいに採用した」との声明を発表し、文部大臣に対し記述削除を要求すると述べた。
この動きに危機を抱いた金は12月15日、加納実紀代、鈴木裕子、川田文子、石川逸子、森川万智子らとともに『「新しい歴史教科書をつくる会」に抗議する女たちの緊急アピール』の呼びかけ人となった。12月18日、福島瑞穂や田嶋陽子も加わった記者会見を開き、緊急アピールを発表した。
また、1997年1月には『「自由主義史観研究会」「新しい歴史教科書をつくる会」等の動きを憂慮する在日朝鮮人のアピール』の呼びかけ人となる。
2016年12月27日、安倍晋三首相はアメリカのオバマ大統領と共に日米開戦の発端地となったハワイの真珠湾を訪問し、真珠湾攻撃の犠牲者を慰霊を行った。安倍は真珠湾で演説を行い、日米関係を「希望の同盟」「和解の力（the power of reconciliation）」とし、国際紛争の解決には寛容さが必要であると訴えると、金は山口智美、アレクシス・ダデン、林博史、ガヴァン・マコーマックらと共に、安倍の歴史認識と中国・朝鮮の戦争犠牲者に対する慰霊を行う意思があるかを問いただす公開質問を行った。この公開質問に対して、米国ダートマス大学のジェニファー・リンド教授は「日米韓は信頼関係があるから和解は成立するが、中国や韓国は日本と信頼関係はないため、慰霊は逆効果になる。」と解説している。

## 人物・思想
- 戦争と女性の人権博物館や日本の戦争責任資料センターの主催するシンポジウムなどで講師やパネリストを務めている[21]。
- 朴裕河の著書『和解のために』と和田春樹や上野千鶴子などそれを評価する人たちを「彼女たちの主張は被害者証言・性奴隷状態を軽視し、あまりにも国家中心・男性中心。植民地主義への批判が欠落し、被害と加害を同列化している。」と批判した[22]。
- 朴裕河の『帝国の慰安婦』を批判しており、 朴と彼女を支持する日本のリベラル知識人による過度な韓国民族主義に対する疑念については「朴裕河の著書を支持する日本の進歩(リベラル)知識人のあまりに深刻な(退行的)動き」と指摘し、むしろ彼らこそが「深刻な人類普遍の問題を民族主義問題に縮小歪曲し焦点を曇らせている」と非難している[23]。
- 慰安婦問題に関し、『慰安婦と戦場の性』の著者、秦郁彦を「歴史修正主義のマエストロ」[24]、J・マーク・ラムザイヤーの論文「太平洋戦争における性契約」を「学会のヘイトスピーチ」[25]と評した。
- 日本・中国・韓国の研究者が編集した学校副教材『未来をひらく歴史』の執筆者である。

## 著書

### 単著
- 『植民地期朝鮮の教育とジェンダー：就学・不就学をめぐる権力関係』世織書房、2005年。ISBN 978-4902163162
- 『継続する植民地主義とジェンダー：「国民」概念・女性の身体・記憶と責任』世織書房、2011年。ISBN 978-4-902163-58-2

### 共著
- （梁澄子ほか）『もっと知りたい「慰安婦」問題：性と民族の視点から』明石書店、1995年。ISBN 978-4-7503-0663-6
- （金栄）『植民地遊廓：日本の軍隊と朝鮮半島』吉川弘文館、2018年。ISBN　978-4-642-03880-5

### 編著
- （金富子・中野敏男）『歴史と責任：「慰安婦」問題と一九九〇年代』青弓社、2008年。ISBN　978-4-7872-3286-1

### 共編
- （石出法太・林博史）『「日本軍慰安婦」をどう教えるか』梨の木舎〈教科書に書かれなかった戦争　Part27〉、1997年。ISBN 978-4-8166-9701-2
- （中野敏男・板垣竜太ほか）『「慰安婦」問題と未来への責任：日韓「合意」に抗して』大月書店、2017年。ISBN　978-4-272-52109-8
- （小野沢あかね）『性暴力被害を聴く：「慰安婦」から現代の性搾取へ』岩波書店、2020年。ISBN　978-4-00-061382-8

### 共編訳
- （古橋綾）『記憶で書き直す歴史：「慰安婦」サバイバーの語りを聴く』韓国挺身隊問題対策協議会・2000年女性国際戦犯法廷証言チーム編、岩波書店、2020年。ISBN　978-4-00-061442-9

### 責任編集
- （金富子・宋連玉）『「慰安婦」・戦時性暴力の実態 〈1〉 日本・台湾・朝鮮編』（VAWW-NETジャパン編『日本軍性奴隷制を裁く:2000年女性国際戦犯法廷の記録』　第3巻）緑風出版、2000年。ISBN 978-4-8461-0017-9
- VAWW-NETジャパン編（西野瑠美子・金富子責任編集）『裁かれた戦時性暴力：「日本軍性奴隷制を裁く女性国際戦犯法廷」とは何であったか』白澤社（発売：現代書館）、2001年、ISBN 978-4-7684-7902-5
- VAWW-NETジャパン編（西野瑠美子・金富子責任編集）『消された裁き：NHK番組改変と政治介入事件』凱風社、2005年。ISBN　978-4-7736-3003-9
- 女たちの戦争と平和資料館編（西野瑠美子・金富子責任編集）『証言 未来への記憶：アジア「慰安婦」証言集〈1〉 南・北・在日コリア編（上）』明石書店、2006年。ISBN 978-4-7503-2320-6
- 女たちの戦争と平和資料館編（西野瑠美子・金富子責任編集）『証言 未来への記憶：アジア「慰安婦」証言集〈2〉 南・北・在日コリア編（下）』明石書店、2010年。ISBN　978-4-7503-3198-0
- 「戦争と女性への暴力」リサーチ・アクションセンター編（西野瑠美子・金富子・小野沢あかね責任編集）『「慰安婦」バッシングを越えて「河野談話」と日本の責任』大月書店、2013年。ISBN　978-4-272-52089-3
- 日本軍「慰安婦」問題webサイト制作委員会編（岡本有佳・金富子責任編集）『〈平和の少女像〉はなぜ座り続けるのか』増補改訂版、世織書房、2016年。ISBN　978-4-902163-88-9
- 李光平（写真・文）『「満洲」に渡った朝鮮人たち：写真でたどる記憶と痕跡』（金富子・中野敏男ほか責任編集）世織書房、2019年。ISBN　978-4-86686-006-0
- 女性国際戦犯法廷20周年実行委員会編『女性国際戦犯法廷20年：判決／証言をどう活かすか：日本軍性奴隷制を裁く 20周年国際シンポジウムの記録』（金富子・梁澄子・岡本有佳ほか責任編集）世織書房、2021年。ISBN　978-4-86686-022-0

### 分担執筆
- アジア女性資料センター『「慰安婦」問題 Q＆A：「自由主義史観」へ女たちの反論』（明石書店、1997年。）ISBN 978-4750309200
- 日中韓3国共通歴史教材委員会編著『未来をひらく歴史：東アジア3国の近現代史（日本・中国・韓国=共同編集）』第2版（高文研、2006年。）ISBN 978-4-87498-369-0
- 高麗博物館朝鮮女性史研究会編著『朝鮮料理店・産業「慰安所」と朝鮮の女性たち』社会評論社、2021年。 / 改訂版、2024年。ISBN　978-4-7845-1221-8

### 監訳
- シンパク・ジニョン『性売買のブラックホール：韓国の現場から当事者女性とともに打ち破る』ころから〈いきする本だな〉、2022年。ISBN　978-4-907239-62-6　※解説：小野沢あかね・仁藤夢乃。